# Louis LeBel
Louis LeBel (* 30. November 1939 in Québec-Stadt; † 8. Juni 2023) war ein kanadischer Jurist. Er war von 2000 bis 2014 Richter am Obersten Gerichtshof von Kanada.

## Leben
LeBel wurde als Sohn des Rechtsanwalts Paul LeBel und dessen Frau Marguerite Sasseville geboren. 1958 schloss er das Collège des Jésuites in seiner Heimatstadt mit einem Bachelor of Arts ab. Hieran schloss sich ein Studium der Rechtswissenschaften an der Universität Laval an. Dort wurde ihm 1961 der Bachelor of Civil Law verliehen. Im darauffolgenden Jahr wurde er als Rechtsanwalt zugelassen. Als solcher praktizierte er bis 1984 in verschiedenen Kanzleien in Quebec Stadt. Am 28. August 1965 heiratete er die Juristin und spätere Professorin der Universität Laval Louise Poudrier, Tochter von Louis-Philippe Poudrier und Dorothée Labrie. Mit ihr hat er eine Tochter und zwei Söhne. Im selben Jahr verlieh ihm die Universität Laval einen Graduiertenabschluss im Privatrecht. 1966 erwarb LeBel zudem einen Master of Laws an der University of Toronto. Am 28. Juni 1984 wurde er zum Richter am Quebec Court of Appeal ernannt. Diese Position hatte LeBel bis zum Jahr 2000 inne, bevor er am 7. Januar 2000 an den Obersten Gerichtshof von Kanada wechselte, dem er bis zum 30. November 2014 angehörte. Seinen Sitz übernahm anschließend Suzanne Côté. Neben seiner beruflichen Tätigkeit war er schon als Gastprofessor an den Universitäten Lasal und Ottawa tätig.

## Mitgliedschaften und Auszeichnungen
LeBel war unter anderem Mitglied der Rechtsanwaltskammer von Québec Stadt, wie auch der Provinz Québec. Als solches war er unter anderem Mitherausgeber der Revue du Barreau, der offiziellen Zeitschrift der Kammer. Zudem gehörte er zwischen 1973 und 1975 dem Komitee für Fragen der Prozesskostenhilfe der Kammer an. Von 1982 bis 1983 war er stellvertretender Vorsitzender und von 1983 bis 1984 Vorsitzender der Rechtsanwaltskammer der Provinz Québec. LeBel erhielt für seine Arbeit zahlreiche Auszeichnungen. Unter anderem wurde er im Jahr 2001 mit der Ehrendoktorwürde der Universität Laval und 2010 mit der der Universität Ottawa ausgezeichnet. Zudem erhielt er 2000 die Medaille der Rechtsanwaltskammer der Provinz Québec und war seit 2004 Mitglied des American College of Trial Lawyers.

## Publikationen (Auswahl)
- Droit du travail. Presses de l’Université Laval, Québec 1987, ISBN 2-7637-7123-8, zusammen mit Robert-P. Gagnon und Pierre Verge.